# Cercopis sanguinolenta
Cercopis sanguinolenta is een halfvleugelig insect uit de familie schuimcicaden (Cercopidae). De wetenschappelijke naam van deze soort is voor het eerst geldig gepubliceerd in 1763 door Scopoli.

## Kenmerken
Het insect heeft een rood en zwart lichaam met een lengte van 100 mm.